# Yossi Beilin
Yossef Beilin (hebreo: יוסי ביילין), n. el 12 de junio de 1948 en Petaj Tikva) es un político israelí. Parlamentario en el Knesset y exministro de la Justicia, es dirigente del partido Meretz. Su nombre se encuentra asociado a los acuerdos de Oslo de 1993, a la iniciativa de Ginebra y al proceso de paz palestino-israelí en general. Tiene un doctorado en ciencias políticas por la Universidad de Tel Aviv. Domina el inglés, francés y el árabe.